# Coelotes kintaroi
Coelotes kintaroi är en spindelart som beskrevs av Nishikawa 1983. Coelotes kintaroi ingår i släktet Coelotes och familjen mörkerspindlar. Inga underarter finns listade i Catalogue of Life.